# Садрошо

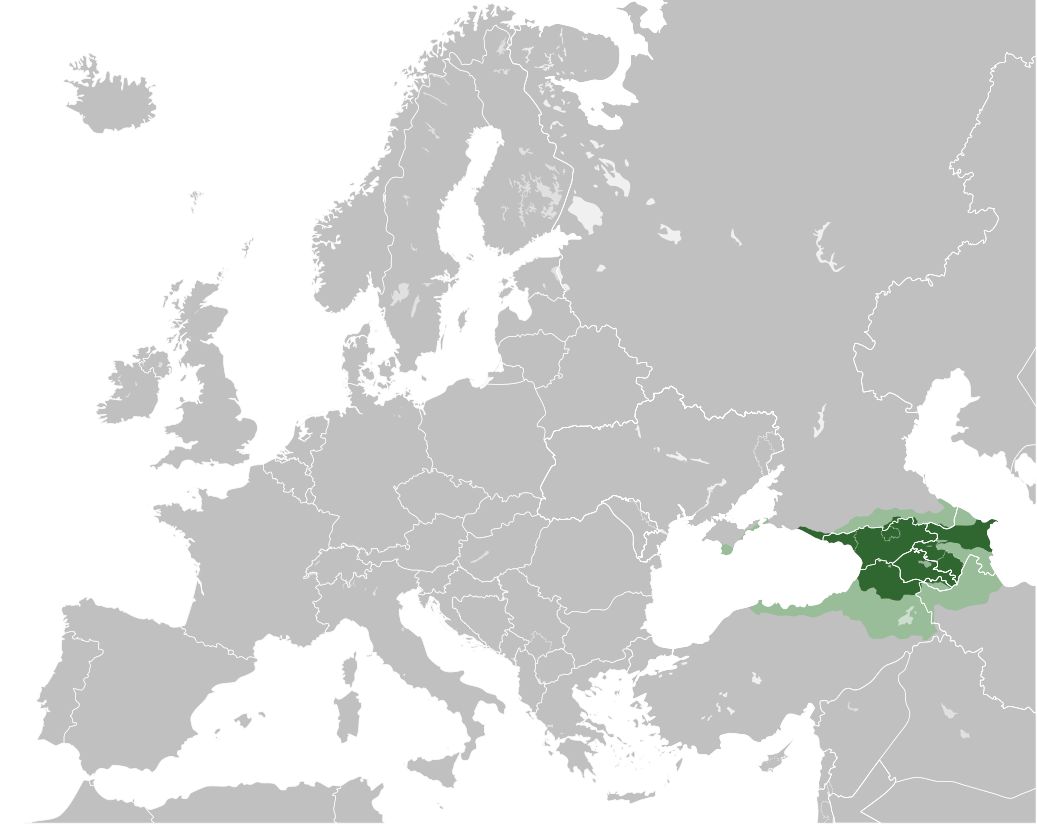
Грузинское царство в 1210-м году

Садрошо — (с груз. სადროშო, букв. «воеводство»), означает административное деление в Средневековье и в раннее Новое время Грузии, которое предоставляло людей для подразделений армий, отмеченных своим собственным знаменем. 
Тактическое подразделение, представленное этим территориальным подразделением, также известно как «садрошо», каждое под командованием военного чиновника  — «сардали».

## Список садрошо в период единого грузинского царства
Система «садрошо» хорошо прослеживается в начале периода единой грузинской монархии, Единого Грузинского Царства (1008–1490), которое по мнению историка XVIII века Вахушти Багратиони, было разделено на четыре основных садрошо.
- мецинаве (მეწინავე), «авангард»  — был учрежден южными провинциями Верхней и Нижней Картли.

- мемарджвене (მემარჯვენე), «правый фланг»,  — снабжал западные провинции, Имерети и Апхазети.

- мемартсхене (მემარცხენე), «левый фланг»,  — снабжал самые восточные провинции - Кахети и Эрети.

- mepis (მეფის), «царский»,  — во внутренней Картли.

С распадом единого Грузинского Царства в 1490 году эти организации канули в лету, и три преемника объединенной Грузии (Имерети, Картли, Кахети) стали самостоятельными административными единицами, в которых образовались собственные садрошо.
В Кахетии вновь созданные садрошо подчинялись епископам, обычно более лояльным к царю, чем князья (тавади), которые занимали аналогичные должности в Картли, обычно в качестве наследственных должностей, и были склонны к неповиновению по отношению к центральной царской власти.
Со временем количество и администрация садрошо претерпели несколько изменений, но эта система просуществовала вплоть до российской аннексии грузинских монархий в начале 19 века.

## Список садрошо послераспадаединого грузинского царства

### СадрошоКахетинского царства
- мецинаве (მეწინავე), «авангард»,  — находился под епископом Бодбе (бодбели) и состоял из района Кизики до деревни Кисисхеви.

- мемарджвене (მემარჯვენე), «правый фланг»,  — находился под командованием епископа Некреси (некресели) большей части Кахети до города Греми.

- мемартсхене (მემარცხენე), «левый фланг»,  — подчинился епископу Рустави (руставели) и командовал большей частью Внешней Кахетии от Кисисхеви до реки Арагви, включая Марткопи и Сагурамо.

- mepis (მეფის), «царский»,  — под командованием царственно назначенного лица, нередко царевича, и охватывала большую часть Внутренней Кахетии и территории епископства Алаверди к западу от Греми, включая Панкисское ущелье.

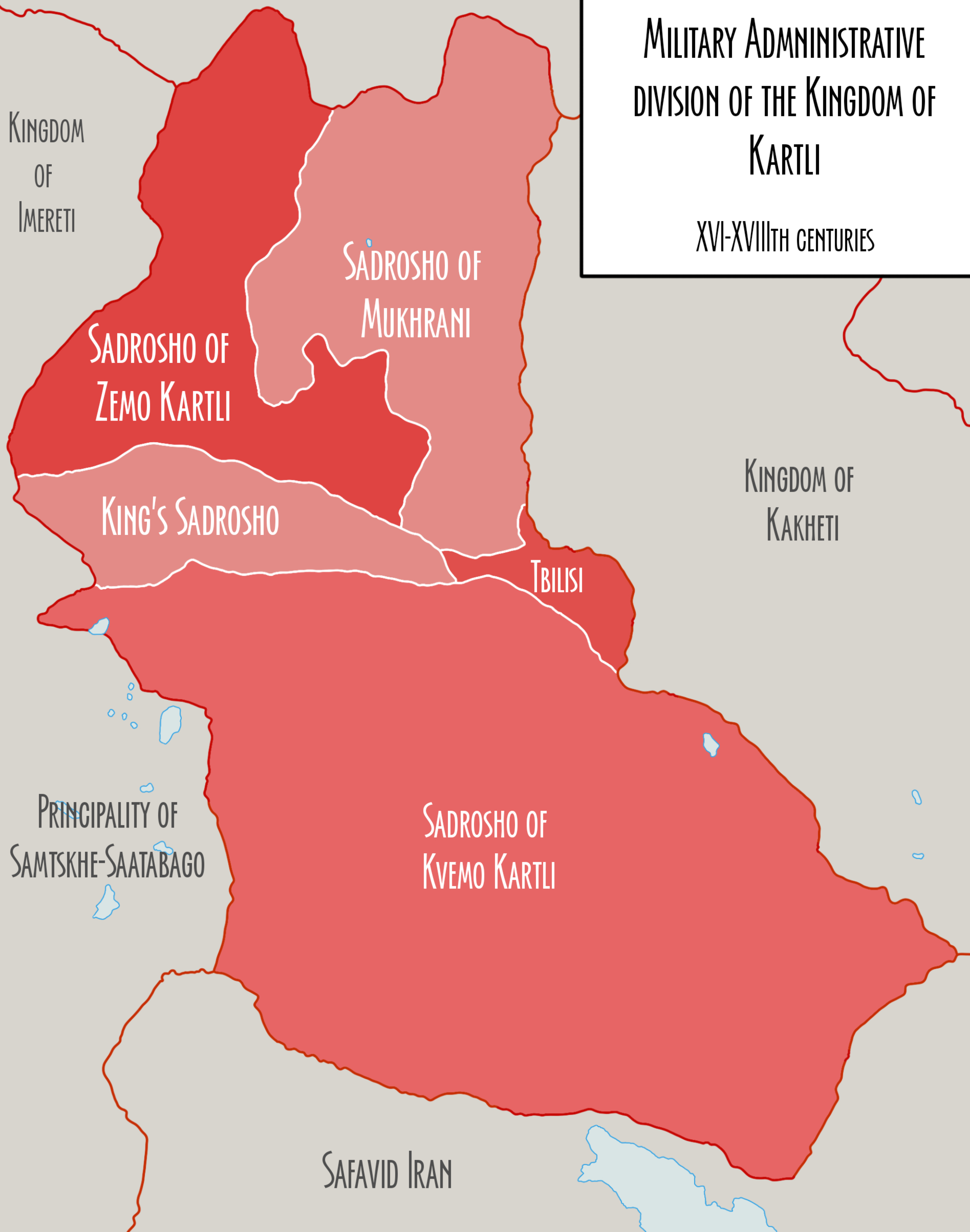
Военно-административное деление (садрошо) Картли в XVI-XVIII веках.

#### СадрошоКартлийского царства
- мецинаве (მეწინავე), «авангард»,  — включало нижний Картли - районы Сомхити и Сабаратиано - и находилось под наследственным командованием князей Бараташвили и их ответвлений, князей Орбелиани.

- мемарджвене (მემარჯვენე), «правый фланг», — включал Внутреннюю Картли и по наследству находился под командованием князей Амилахвари.

- мемартсхене (მემარცხენე), «левый фланг»,  — в состав которого входили Самухранбатоно и княжества Арагви и Ксани, и находились под наследственным командованием князей Багратион-Мухранбатони.

- mepis (მეფის), «царский»,  — включающие части Картли вдоль правого берега реки Мтквари от Тбилиси до Ташискари и имения католикоса. Воеводство находилось под командованием царского офицера, сардали, часто из княжеской семьи Цицишвили.

##### СадрошоИмеретинского царства
- мецинаве (მეწინავე), «авангард», — включал районы Ваке и Саломинао и владения князей Чхеидзе и Чиджавадзе.

- мемарджвене (მემარჯვენე),  — «правый фланг», - включающий округ Аргвети.

- мемартсхене (მემარცხენე), «левый фланг»,  — эриставство Рача.

- mepis (მეფის), «царский», — округа Лечхуми и Окриба.